# Ally Storch

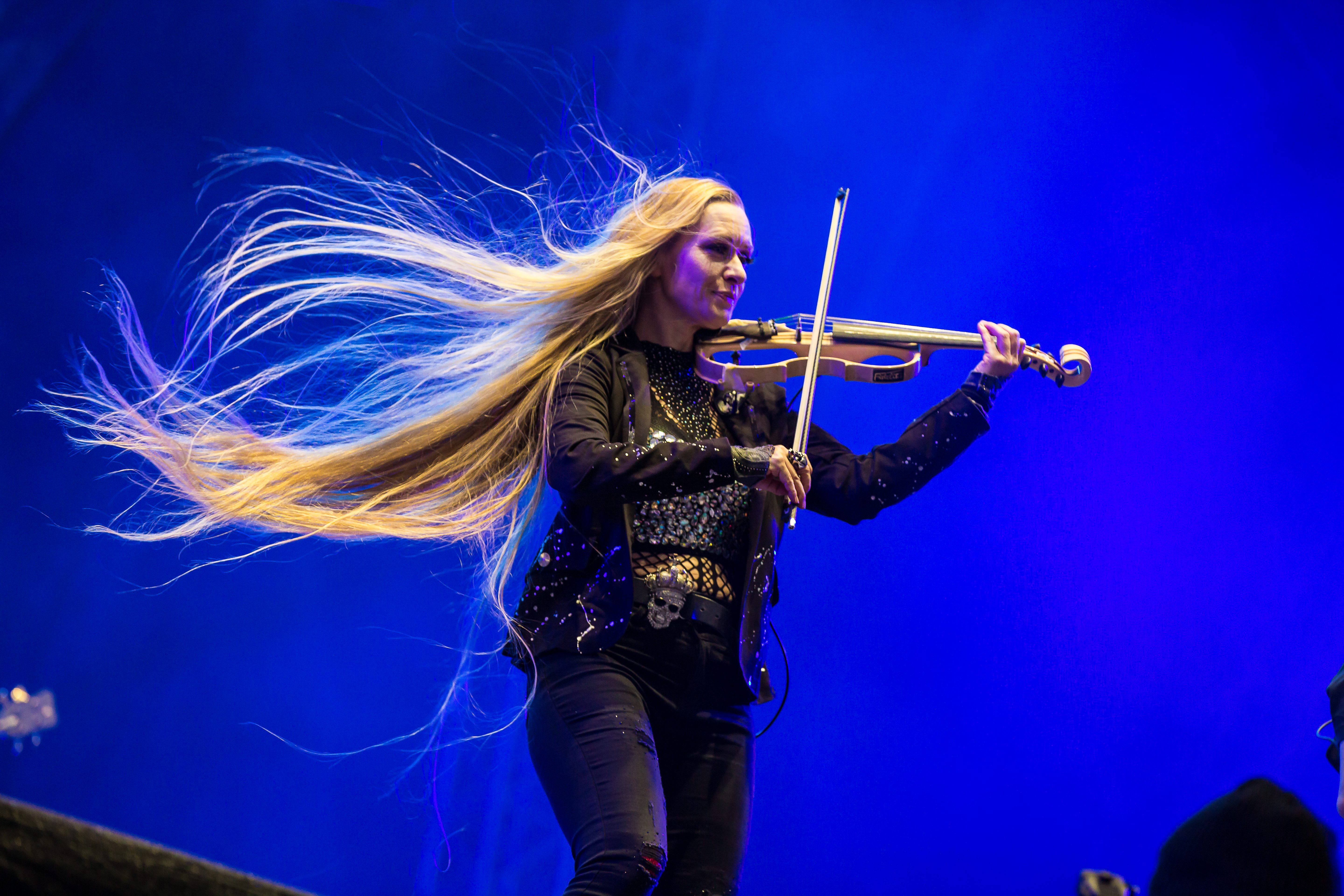
Ally Storch

Ally Storch (* 3. April 1976 als Almut Storch in Schlema) ist eine deutsche Geigerin und Studiomusikerin insbesondere im Bereich Folk, Rock und Metal, aber auch in den Bereichen Klassik und Jazz. Sie ist Mitglied der Band Subway to Sally und Frontfrau ihres Soloprojekts Ally the Fiddle.

## Werdegang

### In der Jugend
Ihren ersten Geigenunterricht erhielt Ally Storch im Alter von 6 Jahren an der Schostakowitsch-Musikschule Berlin-Lichtenberg, später bei Thomas Posselt und anschließend bei Winfried Höbelt. Hier spielte sie ab dem 4. Unterrichtsjahr im Orchester der Musikschule und sang im Kinderchor „Die kleinen Amseln“, mit dem sie als Chorsängerin unter der Leitung von Karola Marckardt die Kinderschallplatte „Mimmelitt, das Stadtkaninchen“ aufnahm (Reinhard Lakomy). Später spielte Ally Storch in den Jugendorchestern des Landes Berlin (Jugend Streich Orchester Berlin, Landes Jugend Orchester Berlin, jeweils als Konzertmeisterin). 1992 wechselte sie an die Musikschule Berlin-Pankow zu Gunther Schneider mit dem Wunsch, Geige zu studieren und den Beruf der Konzertmeisterin eines Sinfonieorchesters zu ergreifen. Jene Jugendorchester führten sie durch Deutschland, die Schweiz, Österreich, Polen, in die Ukraine, die Slowakei und nach Frankreich.

### Studium
Nach ihrem Abitur 1995 nahm Ally Storch zunächst das Studium der Musikwissenschaft auf und übernahm den Platz der Konzertmeisterin im Orchester der Humboldt-Universität zu Berlin. Gleichzeitig nahm sie Privatunterricht bei Joachim Scholz. 1996 kam studienvorbereitender Unterricht im Fach Klavier an der Schostakowitsch-Musikschule Berlin-Lichtenberg hinzu.
1998 begann Ally Storch das Klassische Studium im Fach Violine bei Sylvio Krause in Rostock. Während ihres Studiums besuchte sie Meisterkurse, unter anderem Werner Scholz, Petru Munteanu und Igor Ozim und spielte, wiederum als Konzertmeisterin, im Orchester der Hochschule für Musik und Theater Rostock unter der Leitung von Christfried Göckeritz. Ihren Dienst als Substitutin leistete sie im Opernorchester des „Theater Vorpommern“ in Stralsund und Greifswald.
Im Zuge ihres Violinstudiums entdeckte Ally Storch auch ihre Liebe zur Modernen und Neuen Musik, die ihr Verständnis für Musik maßgeblich beeinflusst. Ihr Studium schloss sie 2010 mit der Bestnote im Hauptfach und den besten Prüfungsergebnissen des Jahrgangs in den Fächern „Werkanalyse“ und „Musikgeschichte“ ab.

### Bands
Während des Studiums gründete Ally Storch das „Crossover Orchestra Rostock“, geboren aus einem Populärmusik-Projekt „Björk“ der Hochschule für Musik und Theater Rostock, das sich als Sinfonieorchester mit der Aufführung von Popularmusik beschäftigte. Dazu gehörte das Streichquartett „Cross4“ mit einem Programm aus Rock- und Popsongs in Arrangements von Ally Storch. Beide Ensembles sind nicht mehr aktiv. 2002 trat sie ihrer ersten Band, einer Irish-Folk-Band aus Rostock bei, mit der sie bis 2005 beinahe jedes Wochenende unterwegs war. Weitere Auftritte mit „ASP“, „Chamber“, „Haggard“, „Knorkator“, „Umbra et Imago“, „Die Apokalyptischen Reiter“ und „Walk-a-Tones“ folgten. Mit diesen Formationen konnte Ally Storch neben ganz Deutschland zahlreiche Länder bespielen: die Schweiz, Österreich, Tschechien, Dänemark, Frankreich, Belgien, Die Niederlande, Italien, Spanien, Estland, Rumänien, Serbien, die Türkei, Griechenland, Tunesien, Argentinien, Chile, Mexiko und El Salvador. Seitdem spielte und spielt Ally Storch in den verschiedensten Ensembles und Stilrichtungen.
2011 trat sie zusammen mit dem „Blue Sky Orchestra“ in Cannes in Frankreich auf und begleitete David Garrett.
Von 2012 bis 2014 arbeitete sie mit Schandmaul zusammen. So übernahm sie bei den Konzerten 2012 die Schwangerschaftsvertretung für Anna Katharina Kränzlein. 2013 trat sie mit Schandmaul bei den Akustikkonzerten, insbesondere beim Jubiläumskonzert im Kölner Tanzbrunnen, auf. 2014 sollte sie erneut die Schwangerschaftsvertretung für Anna Katharina Kränzlein übernehmen. Nach den ersten drei Konzerten ist sie jedoch ebenfalls schwangerschaftsbedingt ausgefallen und wurde während der restlichen Schandmaul-Tournee von Tobias „Tobi“ Heindl von Fiddler’s Green vertreten.
Am 19. Oktober 2013 und 13. Oktober 2018 wirkte sie bei den Jubiläumskonzerten von der Letzten Instanz in Dresden mit. Im Herbst 2015 begleitete sie die Letzte Instanz auf der Brachial*Leise Akustik Kirchentour.
Am 27. Dezember 2015 trat sie mit Die Apokalyptischen Reiter auf.
Ab Sommer 2016 spielte sie vertretungsweise für Frau Schmitt mit Subway to Sally zusammen, bis die Band am 20. November 2016 ihren Einstieg als festes Bandmitglied bekannt gab.
Aktuell gehört Ally folgenden Bands an:
- Ally the Fiddle – Soloprojekt der Geigerin, seit 2008,[2]
- Subway to Sally, seit 2016.

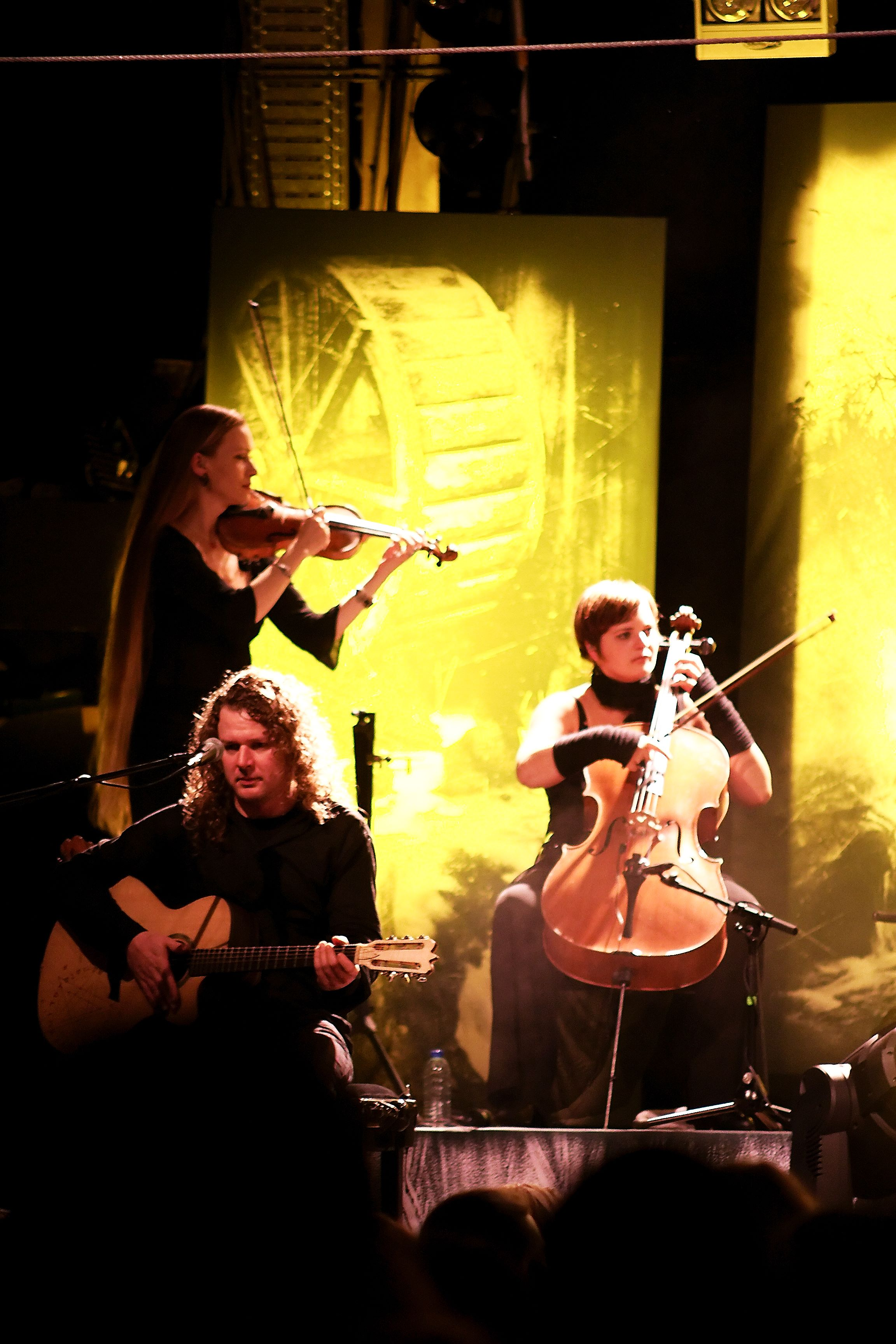
Live mit ASPs „Von Zaubererbrüdern“ (2008)
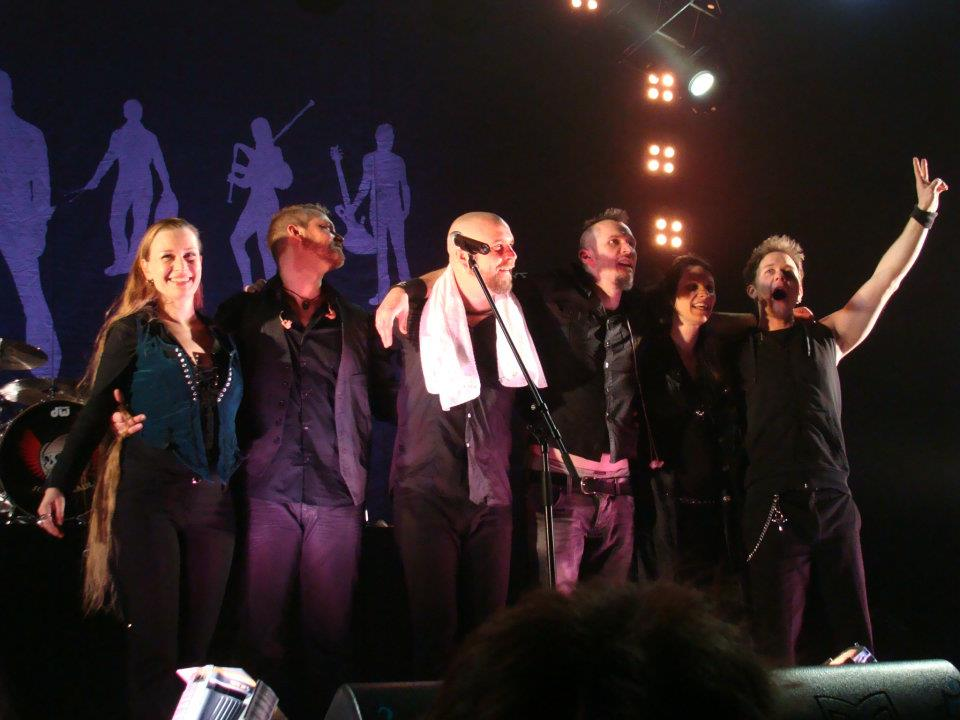
Live mit Schandmaul (2012)
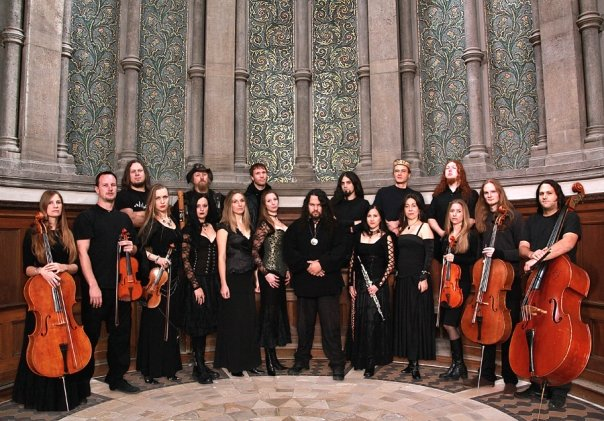
Promoshooting mit Haggard (2009)
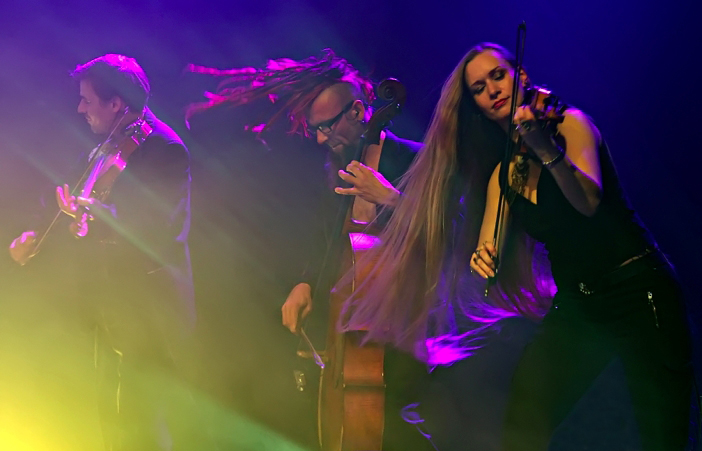
Live mit Umbra et Imago (2011) und den Streichern von Letzte Instanz

### Musikschulunterricht
Von 2008 bis 2011 unterrichtete Ally Storch das Fach „Geige“ in Mecklenburg und an der Rock- und Popschule Rostock sowie der Rock- und Popschmiede in Göhlen, bis sie 2011 das Bundesland Mecklenburg-Vorpommern verließ.

### Das Soloprojekt

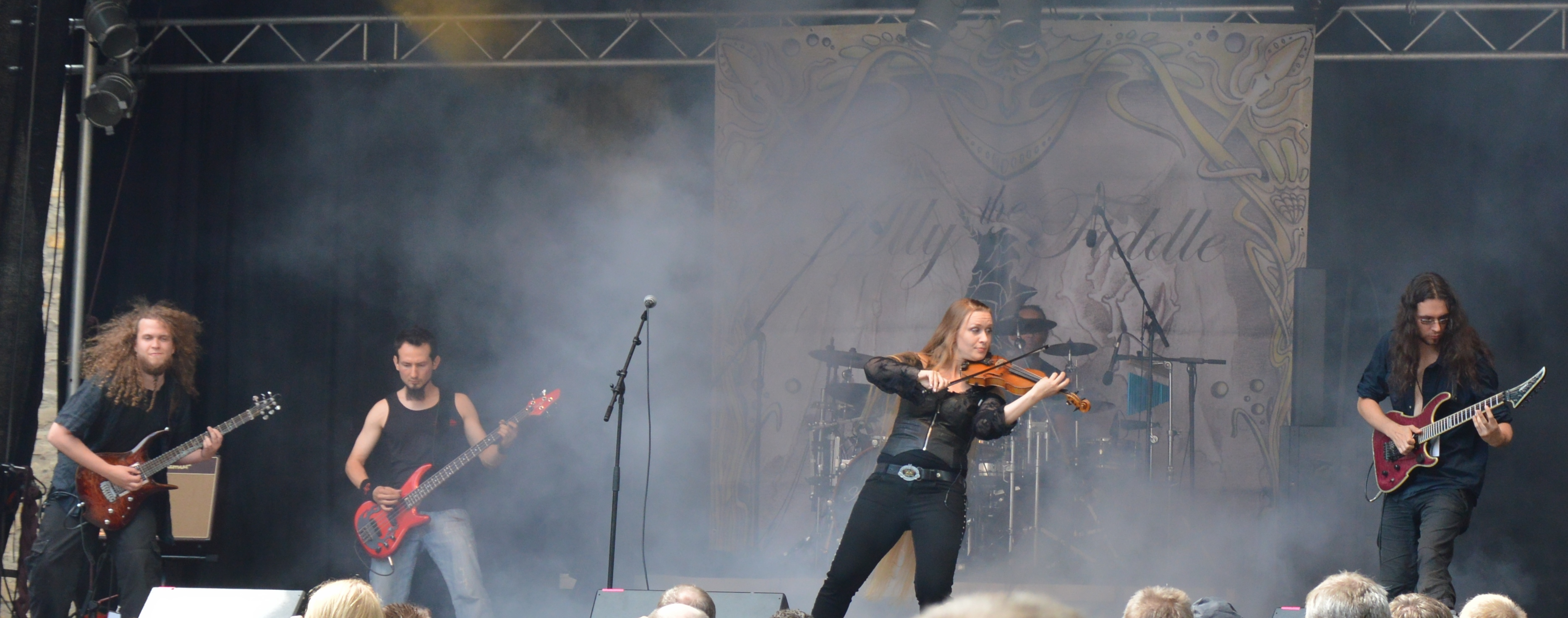
Ally the Fiddle beim Burgfolk Festival 2013 auf Schloss Broich

In der Konsequenz ihrer künstlerischen Arbeit nahm Ally Storch 2008 ihre erste solistische EP „Red Unicorn“ auf, unter dem Künstlernamen „Ally the Fiddle“, der sich im Laufe ihrer Arbeit als Folkfiddlerin herausstellte. Dazu formierte sich ein Ensemble aus Robert Klawonn (Gitarre) und Stefan „Huky“ Hukriede (Schlagzeug) zur Band „Ally the Fiddle“. Später stießen noch Diemo Heuer (Gitarre) und Thorsten Hartung (Bass) zur Band. Seit 2013 spielt Simon Tumielewicz den Bass in der Band. In diesem Projekt vereint Ally Storch ihre Vorlieben für (Irish) Folk, Progressive Rock, Fusion und Metal. Eines der Hauptanliegen der Band besteht darin, die Geige in ihrer vollen Klangvielfalt jenseits der Vorstellung von „Klassik“ zu Gehör zu bringen. Ursprünglich als reines Instrumentalprojekt geplant, hat Ally the Fiddle inzwischen auch Stücke mit Gesang im Programm.
Erste Auftritte vor größerem Publikum hatte die Band 2009 als Vorband von Haggard. 2011 spielte Ally the Fiddle auf dem Wave-Gotik-Treffen sowie dem Festival Mediaval und trat im Juni als Toursupport für die Rockband UFO auf, im Herbst als Vorband der Tour Purest Magic, einem Projekt von Bobby Kimball und Ian Cussick. 2011 und 2012 konnte Ally the Fiddle schließlich als Vorband von ASP unterwegs sein.

## Diskographie

### Solowerke
- Red Unicorn, Ally the Fiddle, EP, Eigenproduktion, 2008 (Verlag la plaaz)
- The Crumbling Autumn, Ally the Fiddle, Single, Eigenproduktion, 2011 (Verlag la plaaz)
- "The One", Ally the Fiddle, LP, Eigenproduktion, 2013 (Nauticorn Edition)
- "UP", Ally the Fiddle, LP, Gentle Art of Music, 2018

### Als Gast- und Studiomusikerin (Auszug)
- Meer zu Seen, Crossover Orchestra Rostock, Produktion des NDR und des Tourismusverbandes M-V, 2004
- Ich bin ein wahrer Satan, ASP, Trisol Music Group, 2006
- Requiembryo, ASP, Trisol Music Group, 2007
- Leer ist das Vogelhaus, Filmmusik von Julian Pesek, Filmakademie Baden-Württemberg, 2007
- Once in a Lifetime, ASP und Chamber, Trisol Music Group, 2007
- Tobsucht, Die Apokalyptischen Reiter, DVD, Nuclear Blast, 2007
- Tales of Ithiria, Haggard, Drakkar Entertainment, 2007
- An Eye for an Eye, Dezperadoz, AFM Records, 2008
- Horror Vacui, ASP, Trisol Music Group, 2008
- Zaubererbruder – Der Krabat-Liederzyklus, ASP, 2xCD/3xLP, Trisol Music Group, 2008
- Von Zaubererbrüdern – Live & Unplugged, ASP, 3xCD/2xDVD bzw. Blu-ray, Herz und Verstand Merchandising/Trisol Music Group, 2009
- Opus Magnus / Ohne Dich (Album und Single), Umbra et Imago, SPV GmbH, 2010
- Jesang zur Jitarre und manchmal ooch Jeije, mit Stumpen und Buzz Dee (Knorkator), Eigenvertrieb, 2010[10]
- Davon geht die Welt nicht unter, Single, Umbra et Imago, SPV GmbH, 2011
- Es werde Nicht, Knorkator, Nuclear Blast, 2011
- fremd, ASP, Trisol Music Group, 2011
- Terra Incognita, Coronatus, Massacre Records, 2011
- 20, Umbra et Imago, SPV GmbH, 2011, DVD zum 20-jährigen Jubiläum[11]
(inkl. der Streicherarrangements von Ally Storch)
- The Final Last Dream, Umbra et Imago, SPV GmbH, vorauss. 2012
- Geisterfahrer, ASP, Trisol Music Group, 2012
- Maskenhaft, ASP, Trisol Music Group, 2013
- Recreatio Carminis, Coronatus, Massacre Records, 2013
- We want Mohr, Knorkator, Nuclear Blast, 2013
- 15 Jahre Brachialromantik – Das große Jubiläumskonzert, Letzte Instanz, DVD, Drakkar Entertainment, 2014
- Unendlich, Schandmaul, DVD, Vertigo/Capitol (Universal Music), 2014
- Raben im Herz, Coronatus, Massacre Records, 2015
- Verfallen Folge 2: Fassaden, ASP, Trisol Music Group, 2016
- A-dron-e-line, Homebound, Bird Creek Records, 2016
- Solar Empire, Hydra, STF Records, 2016
- Störtebeker, FB 1964, Bornekamp Studio, 2016
- Sakrament, Bannkreis, Universal Music, 2018
- Hey, Subway to Sally, Subway to Sally, 2019
- Artus, Schandmaul, Universal Music, 2019
- Curse of the Crystal Coconut, Alestorm, Napalm Records, 2020

## Musikvideos
- Ally the Fiddle: Come with me (Official Music Video), veröffentlicht auf YouTube, 2014
- Reinhard Mey & Freunde: Mitwirkung bei der Neuaufnahme von Nein, meine Söhne geb’ ich nicht, 2020

## Konzertvideos
- Schandmaul: Full Show – Live at Wacken Open Air 2012, Livekonzert vom 4. August 2012 beim Wacken Open Air; Wacken TV, veröffentlicht auf YouTube, 2017
- Subway to Sally: Subway To Sally live | Rockpalast | 2019, Livekonzert vom 17. August 2019 beim Summer Breeze Festival; WDR Rockpalast, veröffentlicht auf YouTube, 2020

## Trivia
Ally Storch war jahrelang im Zweitberuf freie Comiczeichnerin und Illustratorin, gab in jener Funktion auch Unterricht und versuchte sich am Genre des Trickfilms.